# Hans-Joachim Barnewitz
Hans-Joachim Barnewitz, nemški general in vojaški zdravnik, * 18. avgust 1892, † 19. april 1965.

## Življenjepis
Med drugo svetovno vojno je bil sprva divizijski zdravnik 228. pehotne (1939–40), nato pa še 6. pehotne divizije (1940–41). 
Zatem je postal glavni medicinski častnik pri nemškem zveznem častniku pri Kraljevem italijanskem visokem poveljstvu v Afriki (1941), a je z ustanovitvijo postal korpusni zdravnik Nemškega afriškega korpusa (1941–42).
Od septembra 1942 do maja 1943 je bil v rezervi, nato pa je postal poveljnik Medicinskega bataljona Thorn (1943–44). Pozneje je prevzel položaj korpusnega zdravnika zaledja 12. armadnega korpusa (1944–45).

## Odlikovanja
- Nemški križ v srebru : 2. junij 1944